# Miríade
Miríade é um numeral de origem grega significando dez mil. A palavra em língua portuguesa provém do francês myriade, derivada do latim medieval myrias ǎdis e, este, do grego myriás - ádos. Na língua portuguesa, além do significado original pode significar uma quantidade grande indefinida.  No sistema de numeração da Grécia Antiga, o maior número existente era a miríade de miríades, correspondente a cem milhões. Esta expressão é encontrada em certas traduções da Bíblia, como em "E olhei, e vi a voz de muitos anjos ao redor do trono e dos seres viventes e dos anciãos; e o número deles era miríades de miríades e milhares de milhares" (Apocalipse 5:11).